# 南将之
南将之（1941年7月8日—2000年4月7日）是一名日本前排球运动员。他在1964年夏季奥林匹克运动会中，参加了男子排球比赛并获得铜牌。他也参加了1962年和1966年亚洲运动会。